# 学園都市 ヴァラノワール
『学園都市 ヴァラノワール』（がくえんとし ヴァラノワール）は、2002年10月31日、アイディアファクトリーからPlayStation 2向けに発売されたアドベンチャー+シミュレーションゲーム。
2004年1月23日にはニンテンドー ゲームキューブ版『学園都市 ヴァラノワール ローゼス』が発売された。スペクトラルフォースやジェネレーションオブカオスと同じ世界が舞台で、ジェネレーションオブカオスIVから14年後の物語と設定されている。スペクトラルソウルズシリーズでは多くの登場人物が再登場を果たしている。

## 概要
主人公ミュウを学園都市ヴァラノワールを卒業させるのがゲームの目的。学園の生徒は、出会いや相性などによって敵対したり仲間になったり遊び手によって毎回展開が変わる。個性的な多くのキャラクターがこのゲームの魅力となっている。

## 登場キャラクター

### 女子生徒
ミュウ
声：野中藍
本作の主人公。13歳。人間。
学園都市で五勇者の一人である祖父のラーデゥイと煙突掃除の仕事をこなしていたが、ある日一本の剣（天魔剣）を手渡されヴァラノワールの特別進学科（勇者育成学部中等科）へ編入を進められる。その中で最初はクラスの殺伐とした雰囲気や、勢いで始まったリュートとの決闘に勝利して以来ライバル視されたりして戸惑うが、積極的な性格なので早いペースでクラスに溶け込んでいく。男手ひとつで育ったため自分のことを「ボク」と呼ぶ。少年のような言動が目立ち、また家事全般を得意とする。活発で常に笑顔を絶やさず、こうと決めたら貫き通す頑固な性格。多少ドジで方向音痴。
リュート
声：広橋涼
ミュウのクラスメイトで友人。13歳。人間。
ミュウのライバル。特出した才能を持つ、いわゆる天才児であり自分に絶対の自信を持っていたが、編入してきたミュウとの一騎討ちに敗れたことからライバル視するようになる。礼儀正しいのだが強気な性格で多少口が悪い。ずば抜けた才能は生まれつきではなく人知れず努力した結果であり、一人の時は弱音を吐くこともある。英雄セーガ・クリスタルの娘で父親を誇りに思っており、自分も父親のような勇者になるのが夢である。
ネージュ
声：佐藤朱
ミュウのクラスの級長。13歳。人間。
高い潜在脳力を持っているが、真面目すぎて気弱な性格なので、勝負に徹しきれず実力を発揮できずにいる。半ば強引に級長になったのもそんな自分を変えたいという理由からである。あまり裕福な家庭ではなく弟妹の多い家庭であったため、自然と面倒見がよくなり、また大人びているのでクラスの「お母さん」のような存在となっている。ミュウはよく彼女に助けられているが、ネージュの方は常々ミュウのようになりたいと考えている。物静かな性格で控えめ。物事をマイナスに考える傾向がある。趣味はお菓子作りとガーデニング。
『スペクトラルソウルズ』ではほとんどの再登場キャラが空気となっている中で心を開かないアキラに対して辛抱強くコミュニケーションを図り、天魔王との決戦前にはアキラを自宅に誘う。そしてその願いは8年後の戦争終結後にようやく叶うことになる。
リムリム
声：鈴木まひる
ミュウのクラスメイト。13歳。人間。
第二次ネバーランド大戦においてガレオン自由軍に参加したピロリとパロパロの一人娘。大らかに育てられたため、周りを気にせず常にマイペースな性格。何を考えているのかわからない所があり、世間知らずというより天然ボケといった感じがある。本人は周りに迷惑をかけていないが、周りを悩ませていることが多い。マジシャンとしての資質は非常に高く、その実力は常人離れしている。実は本人は進学する意志はあまりなく、「皆と一緒にいたいから」という理由だけで通っている。話し始めに「ほえ〜」とつけて喋ることが多い。趣味はお昼寝。
天魔王封印後はなぜかエンオウと一緒に両親の故郷であるノリアスの森に戻り、その後結婚。二児の母となる。ちなみに動物のかぶりものは娘に受け継がれた。
ノーラ・ノーラ
声：陰山真寿美
ミュウのクラスメイト。13歳。人間。
ことわざとキノコをこよなく愛する少女。騎士団見習いで剣や魔法には非凡な才能を見せるが、逆にこれといった特徴のない、器用貧乏なタイプ。周りに流されるまま騎士団に入るが、ふとしたきっかけで学園都市に通うことになり、彼女自身もこれを機に自分の進むべき道を見つけたいと考えている。無口、無表情で何を考えているのか分からない印象があるが、本当は年相応の明るい少女である。
七年戦争時は叔父のロレンス将軍に招致され、新生シンバ帝国の騎士団の一員となる。
ナギ
声：塩山由佳
ミュウのクラスメイトで親友。13歳。魔族と人間のハーフ。
ミュウが編入してからの付き合いでナギはお守り役のような存在。ほぼ毎日忘れ物をするミュウの世話を焼くのも大抵ナギである。性格は強気で攻撃的な言動が目立つ。趣味は漫画の執筆で自分が書いた漫画を新聞社に何度か投稿している。
ノルン
声：陰山真寿美
ミュウのクラスメイトで親友。13歳。人間。
ミュウとナギとは親しく、ナギが教科書を見せる役ならノルンは勉強指南役である。3人で遊ぶことも多く、暴走する2人の抑え役も彼女となっている。実家は大富豪。将来の夢は軍師になって大群を率いることという、外見とは裏腹に相手の裏をかく戦法が得意の策士。
『新紀幻想スペクトラルソウルズII』ではノルンはミュウ達が率いるローゼス解放軍の軍師に収まり、皮肉にも戦争で彼女の願いは叶うことになる。
タルナーダ
声：佐藤朱
ミュウのクラスメイト。16歳。魔族。
生まれたとき、落雷が直撃しても無事だったという逸話を持つ少女。そのせいで体内に電気を帯電し、自在に操ることができる。姐御肌でハッキリしない態度を嫌う反面、面倒見がよく、どんな相手でも分け隔てなく接する。魔族故の素質か、リュートに匹敵する力をもつ第一級の実力者。趣味は押し花で、嫌いなものはお化けとゴキブリ。
チャリオン
声：野中藍
ミュウのクラスメイト。13歳。人間。
幼い頃に戦火を逃れて学園都市に移住し、その後学園に通うことになる。勤勉な性格で成績はトップクラス、剣や魔法の実技で非凡な才能を見せ、それが噂となり勇者育成学部を目指すようになる。掃除好きで角張ったものが好き。明るく、前向きな性格。チャイナドレスのような制服を着ている。
ネイル
声：広橋涼
ミュウのクラスメイト。15歳。魔族と人間のハーフ。
宝石などといった美しい宝物に目が無く、欲しいものはどんな手を使ってでも手に入れるといった徹底振りを見せる。金銭に余裕があるときはローズから手に入れることもある。自他共に認める派手好き・綺麗な物好きで自分をありのままに振舞う（よく言えば裏表のない性格）ため周囲はかえって好感を持っている。
緋魅華
声：橋本京子
ミュウのクラスメイト。人間。
忍者の里で生まれ育った女の子でくノ一。普段は優しいが実戦だとまるで別人のように冷酷になる。趣味は食べ歩きで、食べる事が人間の最大の楽しみだと主張する。かなりの大食漢で一日五食が普通、食が進まなくても三食は食べるが、それにもかかわらず抜群のプロポーションを保っている。
卒業後はデュプレの実家で世話になっていたようだが、緋魅華の食費が家計を圧迫してしまい、借金を返済するために天魔王封印後に起こった戦争で、新生シンバ帝国に自分を売り込む。
ホルン
声：陰山真寿美
ミュウのクラスメイト。エルフ。
自分の言ったことが本当になる能力「言霊」の使い手。彼女自身この力を恐れているため、人との付き合いにとても消極的であり、話しかけられても一言二言しか喋らない。しかし本来は年相応の明るい少女である。趣味は占いとガーデニング。
ヘレネ
声：広津佑希子
ミュウのクラスメイト。15歳。人間。
思い立ったらすぐ行動という直情的な少女。何事にも全力で取り組み、困っている人がいたら手を差し伸べずにはいられない性格。競争が激しい勇者育成学部でもそれは例外ではなく、ライバルである他の生徒を手助けして損することは少なくない。喜怒哀楽が激しく、思い込みが激しいため（一途ともいえるが）しばしば暴走する。趣味はコスプレ。
ローズ・ブラッド
声：橋本京子
ミュウのクラスメイト。16歳。エルフ。
旅団・「八眼蟲」の元メンバーの娘（親が元盗賊なので八眼蟲は盗賊団もしくは義賊の集団と思われる）。盗賊としての資質は天性のもので宝の眠る場所を探し当てる能力を持つ。入学前から数多くの遺跡をすでに踏破しているが、宝物には興味は無く、それを手に入れるまでの過程が彼女の楽しみであり生きがいである。姐御肌で細かいことは気にしない性格。愛称はローズ。趣味は買い物で、特に洋服にはこだわりを持っており、ほとんどの宝物が服を買うための資金源になっている。
バニラ
声：塩山由佳
ミュウのクラスメイト。13歳。エルフと人間のハーフ。
チョコとは双子の姉妹で姉。落ち着き払った「大人の女性」を本人は演じているつもりなのだが、実際は歳相応のわがままで幼い言動や行動が目立つ。さらに自分で騒ぎを起こし、拡大させていく（気に入らないことがあるとすぐ広範囲に被害がおよぶ魔法を使う）トラブルメーカーである。その高い魔力の素質を買われてチョコと共に学園都市に招かれるが、彼女が巻き起こすトラブルによる被害は甚大なものとなっている（尻拭いはすべてチョコがしているのだが、妹の苦労を当然ながら知らないでいる）。なお、ネイルはバニラの理想の「大人の女性」に見え、彼女を前にすると緊張する。
チョコ
声：陰山真寿美
ミュウのクラスメイト。13歳。エルフと人間のハーフ。
バニラとは双子の姉妹で妹。「大人」を演じる姉を気遣い、あえて子供っぽく振舞う。姉思いで、陰ながらフォローしていくことが彼女の役目となっている。癒しの魔法を得意とするが、全ては姉の暴走に対処するために習得したものであり、姉のトラブルに比例して腕が上達していくという、皮肉な結果となっている。
フレデリカ
声：佐藤朱
ミュウのクラスメイト。15歳。エルフ。
ブレイカー（ブーメランのような武器）と呼ばれる特殊な武器を使い、狙った的を外さないため、「神の手を持つ乙女」と呼ばれている少女。争いごとは嫌いなのだが、戦争のために失われていく自然と、傷ついていく動物を案じ、自然を守るための力を手に入れるために学園都市に通う決意をする。将来は医者になりたいと思っているが、故郷にいる人々の期待と思いがわかっているため、言い出せずにいる。心優しい性格で、穏やかで物静かだが明るい雰囲気をもつ。
キュオ
声：鈴木まひる
ミュウのクラスメイト。13歳。獣と人間のハーフ。
感情が高ぶると獣化し尻尾と耳が生える。そのため人とはあまり話さず感情を押し殺した生活をしていた。ミュウに真実を話したら吹っ切れたようで、ミュウの提案通り獣化したままで生活するようになる。フレデリカとは親友。
フラスコ
声：橋本京子
ミュウのクラスメイト。人間。
女性だが男子生徒の制服を着た少女（本人曰く「男の役作りのため」）。声も低く口数も少ないので、服を脱がない限りはそのことに気づく者はいない。喋る杖のロドリゲス三世を持ち歩きしている。趣味は演劇。
グリューネルト
声：広津祐希子
ミュウのクラスメイト。人間。
宮廷魔術師の家系に生まれた少女。親の期待に応えることに今まで何も不満は無かったが、最近になってそんな生き方に疑問を持ち始めている。両親の薦めで学園都市に通い始めるようになる。誰とでも分け隔てなく、相手の気持ちを理解して接し、周囲からは好感を得ている。何にも縛られずに生きるミュウに憧れを抱いている。趣味は乗馬とガーデニングで同じ趣味を持つネージュとは気が合う。
ミーネ
声：鈴木まひる
ミュウのクラスメイト。13歳。エルフ。
歌が好きな少女。将来は歌手になりたいと思い、マイクをいつも持っている。歌声は心があらわれるような、胸にくるものがある。「〜のぅ」といった、語尾をのばして喋る癖がある。
デュプレ
声：広橋涼
ミュウのクラスメイト。人間。
関西弁で喋る少女。腕っ節が強く、相手が何人がかりであろうと返り討ちにするほどの実力がある。面倒見がよく、姉御肌。（言い方は失礼だが）話し相手をして疲れるリムリムとの会話は劇中でミュウの次に多い。趣味は絵画。
ミュゼット
声：野中藍
ミュウのクラスメイト。
リューンエルバに一目惚れしている女の子。そのため彼女と楽しく話をしている者を見ただけでも強い嫉妬心を抱く。劇中ではミュウが恨まれ、呪いをかけられそうになるが、呪い自体に効果はないためミュウは平気だった。
シエル
声：塩山由佳
ミュウのクラスメイト。16歳。天使。
序盤ではイベントでしか会えないが、物語中盤から正式に勇者育成学科に通うようになる。ミュウ以上の方向音痴で（目的地が見えていても歩いて行こうとすればすぐ迷うほど）迷ってあちこちを放浪する。言葉の最後に「の〜」をつけて喋る。勝手に下界に下りてきており、家出同然の行為をしているが本人は全然気にしていない。下界で生きている人々に興味を持っている。

### 男子生徒
ファースト
声：内藤玲
ミュウのクラスメイト。13歳。人間。
リュートとは幼馴染。名前の通り1番になろうと努力しているが、そのためには手段を選ばない陰湿さを持っている。クラスメイト（特にリュート）に対してはあらゆる罠を使って陥れようとするが、失敗して自分が罠にかかるといった三枚目役を演じ、一度も成功したことが無い（そのせいでクラスメイト全員にはお笑い担当と思われている）。
エンオウ
声：高崎拓郎
ミュウのクラスメイト。14歳。人間。
第一次ネバーランド大戦で、ハッタリだけでガレーナ国の元首となったと噂される英雄、イヌオウの子。母親の最期を看取らなかったことから父親を憎み、強さを求めることを生きがいとしていた。そのため弱い者や威勢だけがいい者を見ていると激しい嫌悪感を抱く。偏った考えの持ち主ではあるが、筋は通すいい少年である。天魔王封印後、リムリムと共に彼女の故郷のノリアスの森へ赴き、その後二人は結婚。双子を授かる。
シュウ
声：内藤玲
ミュウのクラスの副級長。14歳。人間。
孤島カーシャの出身で、地元では「神童」と言われていた。大人の雰囲気を漂わせ、頭脳明晰で物事に合理的かつ論理的に考え、最善の答えを導き出すことを得意とする。しかしその反面想像力が乏しく、答えが一つとは限らないことや発想の転換が必要な場面には弱い。ちなみにシュウという名前は、冒険者だった父がかつての冒険仲間の名前からとってつけたもの。
レン・ウォルト
声：野中藍
ミュウのクラスメイト。人間。
黒マントにマジシャンの帽子をかぶっている。タルナーダに懐き、行動を共にすることが多い（このとき「タルちゃん」とあだ名で呼ぶが、タルナーダ本人はそのあだ名を嫌っている）。卒業後、ルネージュ公国の要請でアキラ（本編の数年後の話であるスペクトラルソウルズの主人公）をネバーランドに召喚するが、集中力が長続きしなかったため不完全の状態で召喚してしまう。
コルノ
声：広津祐希子
ミュウのクラスメイト。13歳。
明るく、野性的な少年。自然の中で培われた身体能力は常人を超え、それがスカウトの目に留まり、学園都市に通うようになる。故郷では、人里離れた場所で狩猟を主として暮らしていたため、世情に疎く、本人も気にする素振りを見せない。ニムダとは気が合い、一緒に行動していることが多い。本人曰く、「大地の声が聞こえる」らしい。
ニムダ
声：竹本英史
ミュウのクラスメイト。
コルノとは共通する所が多いのですぐに仲良くなり、その仲のよさは周りに二人が兄弟かと思わせるほど。特技は木登り。ニムダと親愛度を深めると、一度ホームシックになる。
ラウール
声：橋本京子
ミュウのクラスメイト。人間。
ルネージュ公国内の暗殺部隊で育てられた過去を持つ。そのため、卒業後は公国の命令によりアキラの命を狙い、同時に学園の同窓生達と再会する。嫌いなものは人参。
ガラハド
声：内藤玲
ミュウのクラスメイト。13歳。人間。
砂漠の王朝ジャピトス王家の血筋を引いた少年。両親は陰謀渦巻く宮廷から、当時幼いガラハドを連れて出奔し、後は母親の実家で暮らしていた。趣味は賭け事で、常にダイスで自分の行動を決めるなどの行為をする根っからのギャンブラー。ミュウとリュートの一騎討ちで、ちゃっかり何人かの生徒と賭けをし、大勝ちしている。PS2用ソフト、カルディナルアークで主役として再登場を果たしている。
ミルコ
声：内藤玲
ミュウのクラスメイト。
性格は直情的で短気、それでいて真面目で恥ずかしがり屋のお爺ちゃん子。実家が鍛冶屋で、武器の事に関しては真剣。しかし真面目すぎて度を越えた行動をとることもある。ミュウとネージュの一騎討ちを見物していた際、今のミュウと天魔剣が不釣合いであることに気づき、隙を見て剣を奪おうとする。
ルッツ
声：塩山由佳
ミュウのクラスメイト。エルフと人間のハーフ。
探求者であるが、知識以外には興味を示さない。アカシックレコードに触れることを目標にしている。キノコが嫌いで、キノコ好きのノーラ・ノーラとは犬猿の仲。
空夜
声：梶原杉
ミュウのクラスメイト。人間。
ムロマチ出身。盆栽を趣味とするが、花粉症でもある難儀な少年。生真面目な好青年だが、生真面目すぎて少し天然である。
ファビエル
声：梶原杉
ミュウのクラスメイト。
騎馬民族の出身。女好きで、手当たり次第に女の子に声をかけているが、クラスメイトの女子達からは全然相手にされていない。夢はハーレムを作ることらしいが、イベントでのエンオウとの会話では「男が力を発揮するのはこの女を守りたいってときだ」と言っており、ある種の矛盾が見て取れる。
ライオネル
声：高崎拓郎
ミュウのクラスメイト。13歳。
由緒正しい貴族の家系に生まれ、幼少の頃から身分階級についての意識を高められたため、階級こそが全てと考えてしまっている。そのため自分より身分の低い者は徹底的に蔑むが、かといって自分より身分が上の者を前にしても媚びへつらうことはせず、誰に対しても尊大に振舞う。フィーゴとは共通するところが多いため、かえって仲が悪い。
フィーゴ
声：梶原杉
ミュウのクラスメイト。13歳。人間。
基本的に礼儀正しく、生真面目で穏やかな性格。騎士の家系に生まれ、将来は騎士になり、フィーゴから見て徳の高い王に仕えることが夢であり目標である。ライオネル同様に身分階級への意識は強く、低い者を蔑むことはしないが軽視する時がある。身分をひけらかすライオネルとは仲が悪いが、その根底にあるのが近親憎悪に近い感情であることに本人達は気づいてない。
ティミッド
声：広津佑希子
ミュウのクラスメイト。13歳。
両親が考古学者であり、幼いながらも手伝いをしていく内に過去の歴史に魅了されていく。現在は科学に興味を持ち、その技術で古代文明の技術の復活と科学の普及を将来の夢としている。そのため、発明と機械いじりが趣味。明るく前向きな性格で、失敗や過去のことはすぐ忘れてしまう。
スカーフェイス
声：高崎拓郎
ミュウのクラスメイト。人間と天使のハーフ。
スペクトラルタワーを唯一制覇した闘神ウェイブと、堕天使イスとの間に生まれたハーフで本当の名前はウェイク。人間と魔族に迫害を受けその過程で母親を失ったことから心に傷を負い、全ての種族を恨んでいた。また、子供の頃は羽があったが無くなってしまったことが後に語られている。

### その他
リューンエルバ
声：佐藤朱
ミュウのクラスの担任兼試験官。18歳。人間。
豊穣と愛を司る神ヴェネウスの生まれ変わりで処女である実母から生まれた。かつて同校の勇者育成学部を飛び級で卒業し、実力もハイランダークラスをしのいでいて卒業生中最高の生徒とも言われている。どんな生徒にもやさしく接するため、生徒からは人気が高い。また、かなりの酒豪で酔っ払うと女子生徒に抱きついてしまう癖がある。
カイルという恋人がいたが、同期生のヒュードルに殺害されている。
爺ちゃん
声：竹本英史
本名はラーデゥイでスペクトラルフォースで登場した五勇者のリーダー格であった。ミュウからは「爺ちゃん」と呼ばれているが、育ての祖父で実祖父は三勇者のシフォン。この当時ミュウには本当のことは何も知らされておらず、ラーデゥイの名前ですら三年後の天魔王の復活を阻止する戦いのときまで知らされなかった。
ロドリゲス三世
声：竹本英史
フラスコが所持する杖。フラスコの擬似人格であったが、独自の人格を有するようになった。
謎の老人（校長）
声：竹本英史

## クラスデータ
- フリーファイター（HP,POW,STMよく伸びる、SP伸びにくい）

エンオウ、空夜、コルノ、デュプレ、ニムダ、ミルコ
- ハンター（平均して伸びる、ファイターよりPOWは下）

ガラハド、ティミッド、ファースト、ローズ・ブラッド
- ライトメイジ（回復魔法、HP伸びにくい）

チョコ、ネージュ、ミーネ、ホルン
- ダークメイジ（攻撃魔法、HP伸びにくい、SPよく伸びる）

ノルン、バニラ、フラスコ、レン・ウォルト
- ブレードランナー（遠距離攻撃、HP伸びにくい）

キュオ、シエル、フレデリカ
- パラディン（ファイターよりPOWは下,STMは同等に伸びる、回復魔法）

グリューネルト、シュウ、ファビエル、フィーゴ
- マジックナイト（ファイターと同等POWの伸びがよい、攻撃魔法、HP伸びにくい）

チャリオン、ノーラ・ノーラ、ヘレネ、ライオネル
- サモナー（攻撃魔法、回復魔法、特殊技能、全習得スキル数が少ない）

ネイル、ミュゼット、リムリム、ルッツ
- ソードマスター（ファイターと同等の攻撃力、全スキル習得可能）

ミュウ、リュート
- チェイサー（ファイターと同等の攻撃力、一部の特殊技能、HP伸びにくい）

ナギ、緋魅華、ラウール
- 魔剣士（ファイターと同等の攻撃力、全スキル習得可能）

スカーフェイス、タルナーダ

## 主題歌
- オープニング主題歌「Bridge」
- エンディング主題歌「stars」

歌/作詞/作曲：米倉千尋 編曲：aqua.t

## 派生作品

### ゲーム
- カルディナルアーク 〜混沌の封札〜

ガラハドを主人公にした外伝的な作品。
- スペクトラルソウルズシリーズ

ヴァラノワール学園生徒のその後が描かれている作品。

### OVA
全2巻が発売されている。
キングレコード発売
1. 学園都市ヴァラノワール 上巻 〜ミュウのドキドキ…初体験〜 2002年10月23日発売
2. 学園都市ヴァラノワール 下巻 〜ミュウのワクワク…学園生活!〜 2002年11月27日発売

キャスト
- ミュウ：野中藍
- リュート：広橋涼
- リムリム：鈴木まひる
- リューンエルバ：佐藤朱
- ファースト：内藤玲
- 第13校長先生：中尾良平
- 爺ちゃん：竹本英史

スタッフ
- 原作：アイディアファクトリー、ティーアイ東京
- 制作総指揮：太田康一
- 企画：桑名真吾
- 制作プロデューサー：佐藤嘉晃
- 監督：加藤泰輔
- キャラクター原案：平野克幸
- 脚本：RAKKO
- 脚本協力：金田浩太、松永耕介、菅野健太
- 絵コンテ・演出：加藤泰輔、服部裕
- 作画監督：つばたよしあき
- 音響監督：菊田浩巳
- 音楽監督：土井直哉
- 音楽：土井直哉、加藤英彦、清水雄史、吉川健一、金子憲次
- プロデューサー：神保進、三嶋章夫
- アニメーション制作：アイディアファクトリー
- 製作：キングレコード、アイディアファクトリー

主題歌
- オープニング主題歌「Bridge」
- エンディング主題歌「stars」

歌/作詞/作曲：米倉千尋 編曲：aqua.t

### 漫画
『学園都市ヴァラノワール 勇者育成講座』
『コミックZERO-SUM』連載 作画：碧門たかね 全2巻 一迅社刊
1. ISBN 978-4758050395
2. ISBN 978-4758050548

### 小説
『学園都市ヴァラノワール 未来は薔薇の色』
2002年11月20日、ファミ通文庫より発売。著：桜庭一樹、挿絵：平野克幸、エンターブレイン刊

### コスチューム
女子生徒、男子生徒の制服がCOSPAより発売されている。